# Carnet de Passages en Douane

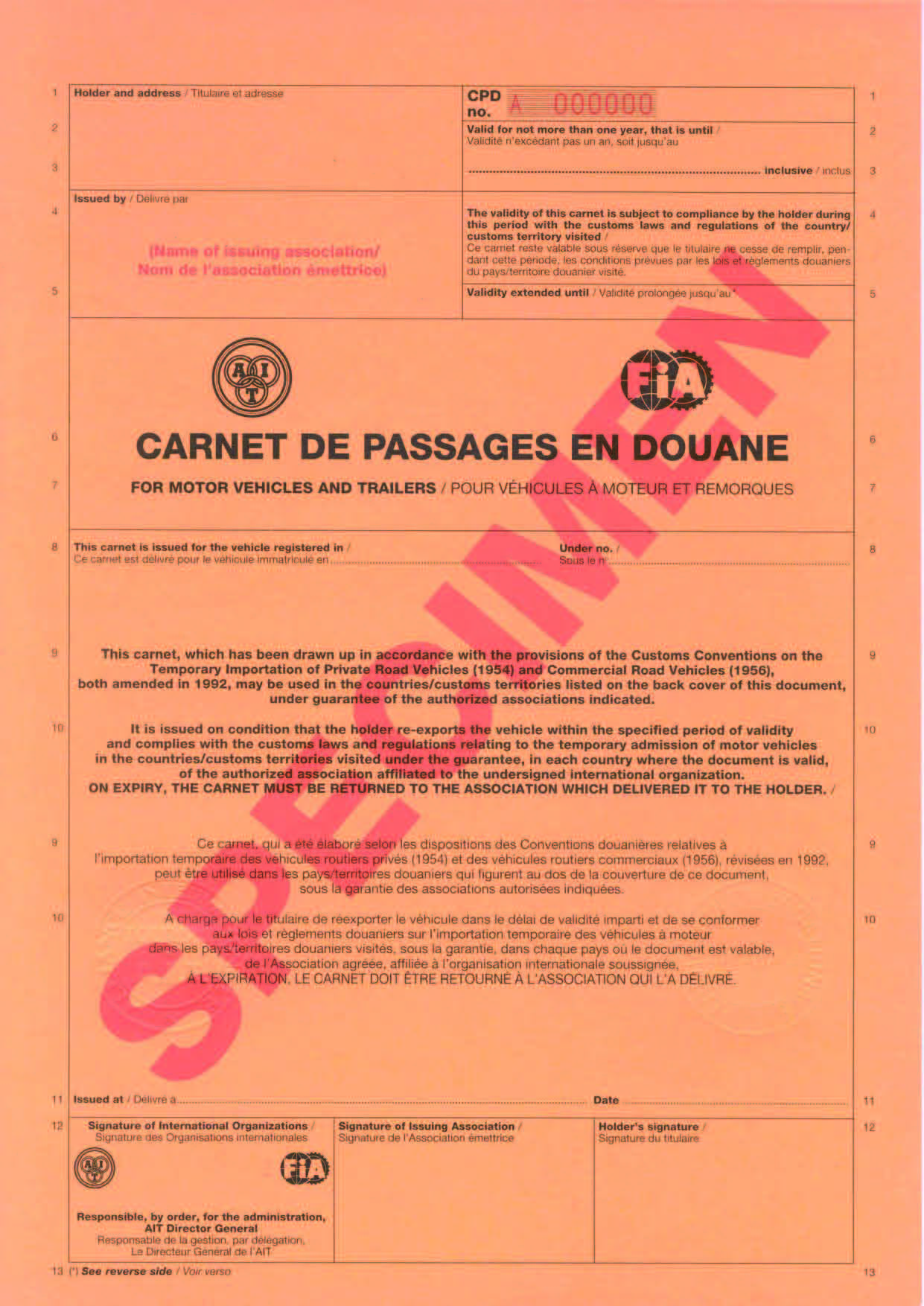
Primeira página de um Carnet de Passages en Douane

O Carnet de Passages en Douane é um documento aduaneiro que identifica o veículo motorizado ou outro equipamento valioso ou bagagem de um viajante. O sistema CPD (Carnet de Passages en Douane) é gerido pela Federação Internacional de Automobilismo, devidamente mandatada pela Organização Mundial das Alfândegas e pela Comissão Económica das Nações Unidas para a Europa.